# Gnesau
Gnesau osztrák község Karintia Feldkircheni járásában. 2016 januárjában 1052 lakosa volt. 

## Elhelyezkedése

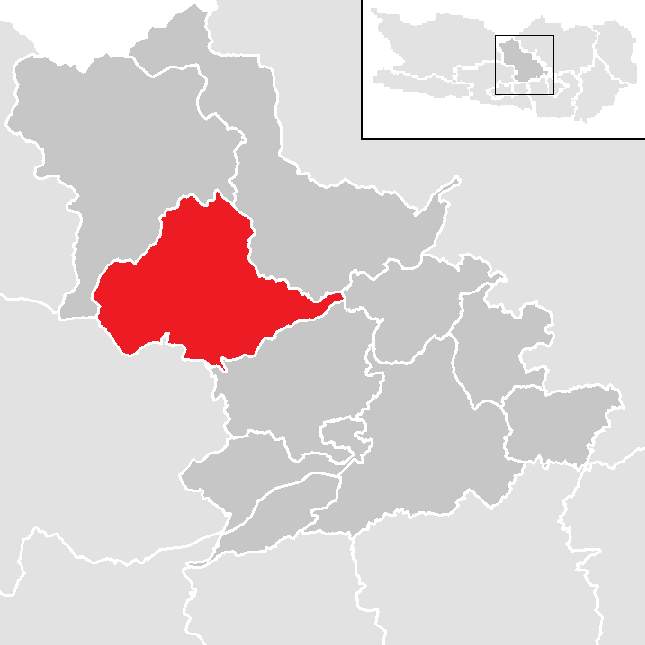
Gnesau a Feldkircheni járásban

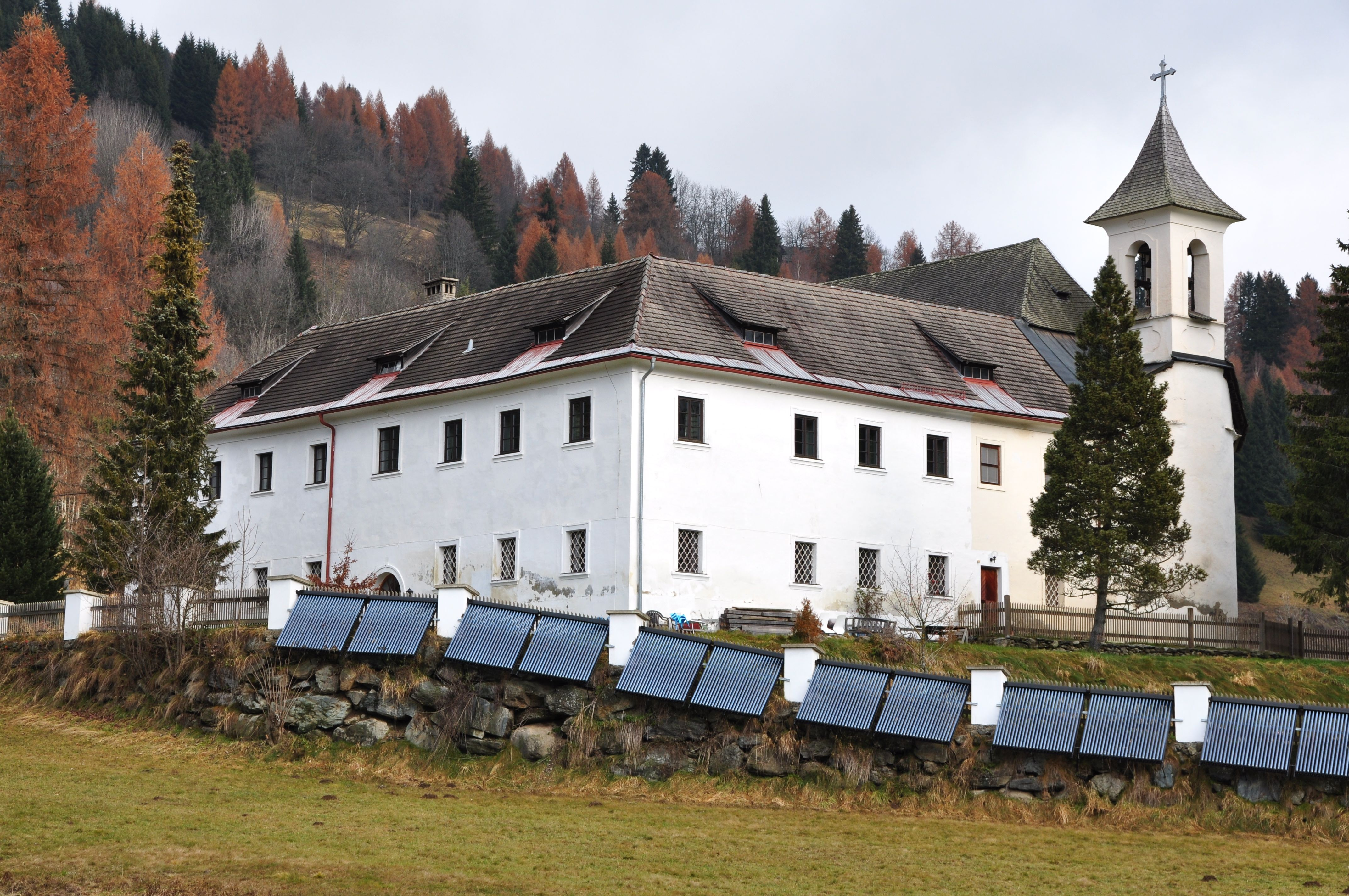
A zedlitzdorfi karmelita kolostor

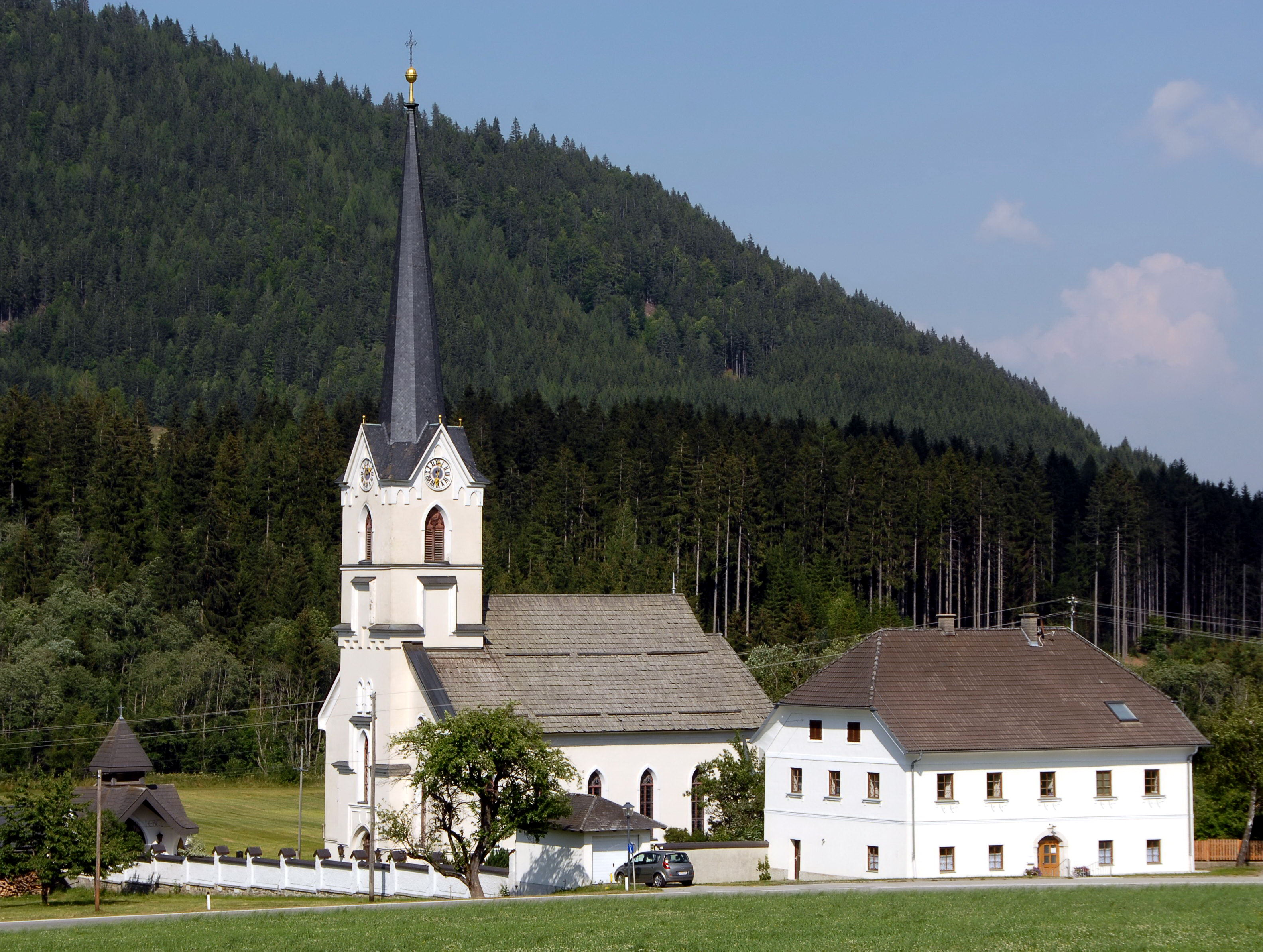
Weißenbach evangélikus temploma

Gnesau Karintia északi részén fekszik a Gurk (a Dráva mellékfolyója) völgyében, a Gurktali-Alpokban. Legmagasabb pontja az 1966 méteres Lichteben. Az önkormányzat 12 falut és egyéb településrészt fog össze: Bergl (92 lakos), Eben (19), Gnesau (382), Görzberg (17), Görzwinkl (17), Gurk (89), Haidenbach (93), Maitratten (41), Mitteregg (2), Sonnleiten (123), Weißenbach (29), Zedlitzdorf (174).
A környező települések: északra Reichenau, északkeletre Albeck, keletre Steuerberg, délkeletre Himmelberg, délnyugatra Arriach.

## Története
Gnesaut először 1160-ban említik (Gnesov formában) az admonti kolostor egyik levelében, bár ekkor még a felső Gurk-völgy Radentheinig tartó szakaszát értették alatta. A körülötte lévő földbirtokok a 19. század közepéig egyházi és világi tulajdonosok kezében voltak. 
Az osztrák önkormányzatok 1850-es megalakulásakor Gnesau és Gurk katasztrális községek Himmelberg tanácsához kerültek és csak 1895-96-ban sikerült önállósodniuk. 

## Lakossága
A gnesaui önkormányzat területén 2016 januárjában 1052 fő élt, ami jelentős visszaesést jelent a 2001-es 1244 lakoshoz képest. Akkor a helybeliek 95,7%-a volt osztrák, 1,6% német állampolgár. 62% római katolikusnak, 33,4% evangélikusnak, 3,5% pedig felekezet nélkülinek vallotta magát. 

## Látnivalók
- Gnesau Szt. Leonhard-plébániatemplomát először 1213-ban említik és 1499-ben vált az önálló egyházközség templomává. Az épület alapvetően román stílusú, tornya 14. századi, barokk hagymakupolája pedig 1723-ból való.
- az evangélikus templom helyén II. József türelmi rendelete után, 1782-ben fa imaház épült, amelyet 1803-ban váltott fel kőtemplom. A mai neogótikus épület 1871-ben készült el.
- a gnesaui arborétum
- a volt karmelita kolostor Zedlitzdorfban.

## Testvértelepülések
Szarvkő (Burgenland)

## Fordítás
- Ez a szócikk részben vagy egészben  a   Gnesau című német Wikipédia-szócikk ezen változatának fordításán alapul.  Az eredeti cikk szerkesztőit annak laptörténete sorolja fel. Ez a jelzés csupán a megfogalmazás eredetét és a szerzői jogokat jelzi, nem szolgál a cikkben szereplő információk forrásmegjelöléseként.